# Hemidactylus somalicus
Espèce
Hemidactylus somalicus est une espèce de geckos de la famille des Gekkonidae.

## Répartition
Cette espèce se rencontre en Éthiopie et au Somaliland en Somalie.

## Publication originale
- Parker, 1932 : Two collections of amphibians and reptiles from British Somaliland. Proceedings of the Zoological Society of London, vol. 1932, p. 335-367.